# Musashi Mizushima
Musashi Mizushima (født 10. september 1964) er en tidligere japansk fodboldspiller og træner.
Han har spillet for flere forskellige klubber i sin karriere, herunder Hitachi og Yokohama Flügels.
Han har tidligere trænet Fujieda MYFC.